# Uruk-hai
Les Uruk-hai sont, dans l'œuvre de l'écrivain britannique J. R. R. Tolkien, une race d'Orques.

## Description
Les Uruk-hai sont plus forts que les Orques de base, et capables de combattre et de se déplacer en plein jour.
J. R. R. Tolkien ne donne pas leur origine exacte.
Bien qu'ils soient l'œuvre de Sauron et commencent à parcourir la Terre du Milieu en 2475 du Troisième Âge (vers la fin du règne de l'intendant Denethor Ier) avec leur apparition la première fois en Ithilien et leur assaut destructeur sur Osgiliath, ils furent également employés par Saroumane. Ainsi, un détachement d'éclaireurs Uruk de Saroumane attaqua la Communauté de l'Anneau à Amon Hen et fut responsable de la mort de Boromir ainsi que de l'enlèvement de Merry et Pippin. 
Très liés au sein d'une même compagnie, les Uruk-hai sont cependant hostiles aux autres Orques, avec lesquels ils se battent à la moindre occasion pour affirmer leur supériorité face aux troupes de Sauron ; c'est d'ailleurs cela qui permit à Merry et Pippin, dans l'intrigue du Seigneur des anneaux, de s'échapper : ils auraient été conduits directement en Isengard si les Orques du Mordor n'avaient pas insisté sur la pause près de Fangorn (ce qui permit aux Rohirrim de les massacrer). Frodon et Sam, quant à eux, réussirent à s'échapper de la tour de Cirith Ungol grâce à un combat survenu entre les compagnies de Cirith Ungol et de Minas Morgul au sujet de la cotte de mailles de mithril portée par Frodon.

## Étymologie et orthographe
En noir parler, Uruk désigne les « grands Orques » et -hai signifie « race, peuple »,. On a donc Uruk au singulier et Uruk-hai ou Uruks au pluriel.

## Représentants
- Uglúk : chef des Uruk-hai de la bande d'éclaireurs envoyée par Saroumane.
- Shagrat : C'est le chef des Uruk-hai de Cirith Ungol.

## Conception et évolution
Les Uruks ont été créés par un mélange de magie et de sciences.

## Adaptations

### Les films de Peter Jackson
Dans l'adaptation cinématographique de Peter Jackson, l'épée des Uruk-hai ressemble à une machette dont l'extrémité est plate, mais ornée d'une pointe en son flanc qui ressemble à une canine de carnivore longue de 10 centimètres environ. À la bataille de Fort-le-Cor, ils combattent à l'aide d'armures lourdes, de casques, d'arbalètes, de piques, de sabres, et d'échelles.
Les Uruk-hai, chez Jackson, sont des créatures mi-Orques mi-Gobelins (alors que J. R. R. Tolkien utilise Gobelins et Orques comme des synonymes) créées par Saroumane.
Ce mélange de races ne s'est pourtant pas fait par hasard : c'est volontairement que les Uruk-hai ont été enfantés, moitié par magie, moitié organiquement, par une méthode que seuls les sorciers maîtrisent. Au départ, ils ne constituaient pas une espèce à part entière, mais ils ont appris à s'adapter à leur milieu, si bien que petit à petit ils sont devenus de redoutables maîtres de guerre.
La peau des Uruk-hai est marron foncée, voire rougeâtre, et leur sang noir ; ils ne craignent pas la douleur et peuvent même supporter la torture sans broncher. Ils sont réputés pour leurs capacités au combat et pour courir sur de longues distances durant de longues durées quand ils sont à la poursuite de leur proie. Ce sont de véritables machines de guerre entraînées à tuer. 
Plus forts que trois Orques réunis, ils sont d'une grande taille, sont équipés d'imposantes armures et de longues épées dont la particularité est qu'elles ont un repli à l'extrémité de la lame pour abattre leurs victimes avec plus de facilité. Ils affectionnent tout particulièrement les arcs et les arbalètes dont ils garnissent copieusement les flèches de poison mortel. Par ailleurs, à la bataille de Fort-le-Cor, ils se montrent capables d'utiliser des balistes aussi bien comme arme de jet que comme tracteurs d'échelles lourdes aux murs.
Le film invente le personnage de Lurtz. Lurtz est d'une efficacité à toute épreuve, un chef maléfique et sanguinaire qui n'hésiterait pas à massacrer quiconque lui barrerait le chemin. C'est en quelque sorte le « champion de l'Isengard », il motive ses troupes comme aucun autre meneur. Sa force inégalée et sa cruauté font de lui certainement l'un des plus grands combattants dans les rangs de Saroumane. Il n'hésite pas à suivre la Communauté de l'Anneau dans le noir dessein d'en détruire les membres un à un. Après avoir tué Boromir avec ses flèches trempées de poison mortel, il est décapité par Aragorn.

### Autres adaptations
Les Uruk-Hai sont les principaux ennemis du joueur dans le jeu La Terre du Milieu : L'Ombre du Mordor, où le mot est tout simplement raccourci en Uruk. D'ailleurs, pendant le tutoriel, Talion, le principal protagoniste du jeu, précise à Dirhael, son fils, que les Uruks "ne sont pas des orques normaux. Ils sont plus forts".

### Note
1. ↑  Terme improprement francisé en Ourouk-haï dans la traduction française du Seigneur des anneaux  par Francis Ledoux. Uruk-hai étant un terme en noir parler, il n'est pas censé être traduit. Le chapitre 3 du livre III (Les Deux Tours) The Uruk-haï, est même mal orthographié en L'Hourouk-Haï, au singulier, alors que Haï est utilisé seulement au pluriel. Ces erreurs sont corrigées dans la nouvelle traduction par Daniel Lauzon.